# Свети мученик Урсикије
Свети Урсикије или Свети Урскин је ранохришћански мученик и светитељ из 3. века.
Рођен је у граду Сивент у Илирији. Служио је у војсци цара Максимијана. Као хришћанин он би оптужен код цара Максимијана. Цар га је предао епарху Аристиду, на суд. Аристид је наредио да Урсикија најпре туку воловским жилама, затим да му руке намажу зејтином, па сумпором, па смолом и на њих ставе жеравицу. 
Мучитељ цар Максимијан, након што је прекорен од једног од присутних по имену Тертулијан, да је незахвалан према светитељу који га је спасао, наредио је да полију хладну воду на мученикове руке и тако угасе огањ. Но касније, по извршној пресуди, светом Урсикију је глава одсечена од стране царског слуге Валента, који га најпре оптужио да је  хришћанин. Три пута је ударио мачем по врату светог мученика, и тако Урсикије мученички пострадао, око 300. године.
Православна црква прославља светог Урсикија 14.(27.) августа.